# Georg Albrecht (Sachsen-Weißenfels-Barby)

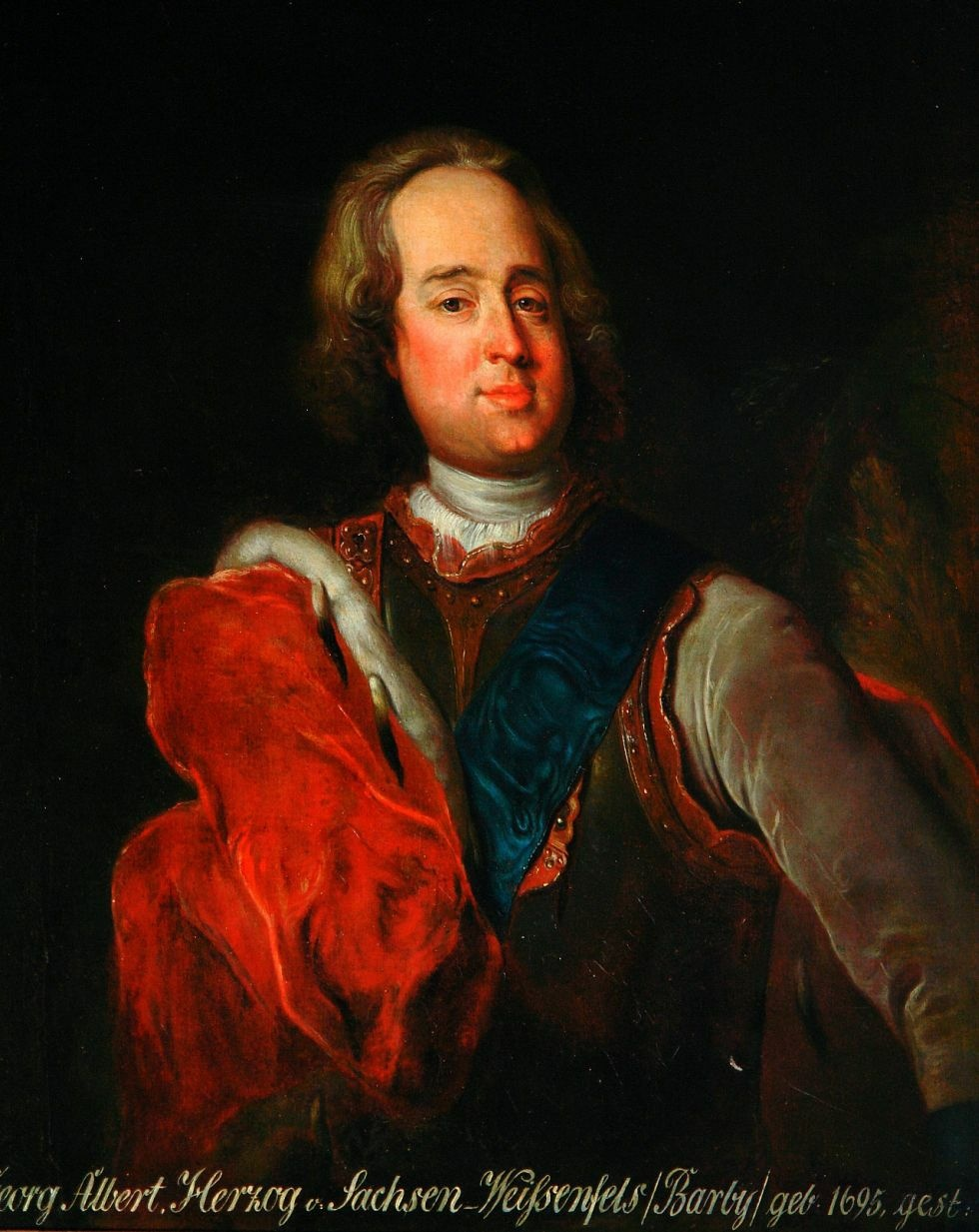
Herzog Georg Albrecht von Sachsen-Weißenfels-Barby im Harnisch mit Hermelinmantel als Zeichen fürstlicher Würde

Georg Albrecht (auch Albert) von Sachsen-Weißenfels (* 19. April 1695 in Dessau; † 12. Juni 1739 in Barby) war von 1728 bis 1739 der zweite und letzte Herzog von Sachsen-Weißenfels-Barby und entstammte einer Seitenlinie der albertinischen Wettiner.

## Familie
Georg Albrecht war der vierte Sohn des Herzogs Heinrich von Sachsen-Weißenfels-Barby und dessen Gemahlin Elisabeth Albertine von Anhalt-Dessau, Tochter des Fürsten Johann Georg II. von Anhalt-Dessau.

## Leben
Nachdem die beiden ältesten Brüder Georg Albrechts bereits vor seiner Geburt früh verstarben und auch der drittälteste Sohn Herzog Heinrichs, Erbprinz Friedrich Heinrich, kehrte von seiner Grand Tour in Den Haag nicht lebend zurück.
1709 wurde Georg Albrecht zunächst von König Friedrich Wilhelm I. zum Oberst eines Regiments zu Fuß ernannt.
Aber er wurde im Jahre 1711 alleiniger Erbe der väterlichen Güter und Rechte um Barby.
Georg Albrecht trat die Herrschaft nach dem Tode seines Vaters 1728 an und führte die Verwaltung in dessen Sinne fort, starb jedoch schon nach elfjähriger Regierung. Da er keinerlei Erben hinterließ, starb die Barbyer Linie der Weißenfelser Sekundogenitur mit ihm aus und fiel an die Hauptlinie zu seinem Vetter, dem kursächsischen General Johann Adolf II., zurück.
Er wurde in der von seinem Vater begründeten neuen Familiengruft in Barby bestattet.

## Ehe
Seine einzige Ehe schloss er am 18. Februar 1721 in Forst mit Auguste Luise von Württemberg-Oels, der Tochter Christian Ulrichs I., Herzog von Württemberg-Oels aus dessen dritter Ehe mit Sophie Wilhelmine von Ostfriesland. Auguste Luises Großmutter mütterlicherseits war Juliana Sophia von Barby und Mühlingen, die Schwester des letzten Grafen August Ludwig von Barby und Mühlingen. Die Ehe war äußerst unglücklich und beide ließen sich 1732 scheiden. Auguste Luise kehrte in ihre schlesische Heimat zurück und verstarb etwa fünf Monate vor Georg Albrecht. Beide heirateten nie wieder und auch aus der gemeinsamen Verbindung waren nie Kinder hervorgegangen, was schließlich das Ende für die Linie Barby bedeutete.